# Mishelle
Mishelle — румынский музыкальный проект, созданный в 2011 году. В рамках проекта «Mishelle» в период с 2011 года выступали две разные вокалистки: Михаэла Ожог (рум. Mihaela Ojog; 2011—2013 гг.) и Кристина Захарова (латыш. Kristīna Zaharova; с 2013 г.).

## История
Проект был создан в 2011 году. Первоначально Mishelle предполагалось в качестве псевдонима молдавской певицы Михаэлы Ожог (рум. Mihaela Ojog). Дебютный сингл 2011 года «Only You», записанный ею в сотрудничестве со своим продюсером Андреем Ропчей (известен как участник группы «MoRandi»), достиг вершин хит-парадов Румынии, России[уточнить], Молдавии и Украины. Заметного успеха достиг и следующий сингл Mishelle, «It Feels So Good». В 2012 году Mishelle выступает перед многотысячной аудиторией на фестивале «Big Love Show» в Санкт-Петербурге.
В 2013 году, по причине невыполнения Михаэлой Ожог условий контракта, новой вокалисткой проекта стала латвийка Кристина Захарова (латыш. Kristīna Zaharova). В том же году Mishelle сотрудничает с известным российским диджеем Леонидом Руденко, записывая вместе с ним композицию «Love Is a Crime». Выпущенный через некоторое время третий сингл «Ray of Light» вышел на первые строчки хит-парадов Украины.

## Дискография

### Синглы
- «Only You» (feat. Randi) (2011) —  RU #8,  EUR #73[12]
- «It Feels So Good» (feat. Randi) (2012) —  RU #17[13]
- «Ray of Light» (2013) —  UA #9,  EUR #89[11]